# Чернець Авель
Чернець Авель (Василь Васильєв; 18 березня 1757, Акулово, Алексинский повіт, Тульська губернія — 29 листопада 1841, Суздаль, Володимирська губернія) — чернець-провісник, нібито живший у Росії у XVIII—XIX століттях. Біографія Авеля та подробиці його пророцтв відомі лише з пізніших джерел, усі його «пророцтва» публиковались вже після того, як описані у них події відбулися.

## Життєпис
Василь Васильєв народився 18 березня 1757 в селі Акулово Тульської області в сім'ї хлібороба і коновала Василя і його дружини Ксенії. Був одним з дев'яти дітей.
У дитинстві і юнацтві працював теслею в Кременчуці і Херсоні. Переживши в юні роки тяжку хворобу, вирішив піти в монастир. Однак, не отримав благословення батьків. У 1774 році одружився «проти волі». У 1785 році таємно пішов з села, залишивши дружину і трьох дітей. Отримавши відкупну у свого пана, Льва Наришкіна, дістався до Валаамського монастиря, де прийняв постриг. У монастирі прожив тільки рік і потім він «взем від ігумена благословення і отиде в пустелю». Після декількох видінь чернець Авель остаточно пішов з Валаамського монастиря і вирушив по світу. Після дев'яти років поневірянь зупинився в Ніколо-Бабаєвському монастирі Костромської єпархії, де написав свою першу пророчу книгу. У ній йшлося про те, що імператриця Катерина II помре через вісім місяців. Єпископ Костромський і Галицький, якому була показана ця книга, вирішив здати ченця в руки губернатора, який посадив Авеля в Острог і потім відправив до Петербурга.
У Петербурзі, побоявшись передбачення, було все-таки вирішено доповісти імператриці. Катерина II зжалілась над ченцем і замість страти веліла посадити Авеля до Шліссельбурзької фортеці. Незабаром, однак, пророцтво збулося, на престол зійшов Павло I.
Згодом чернець Авель був засланий до Костроми, де передбачив дату смерті нового імператора, за що 12 травня 1800 був відправлений в Олексіївський равелін Петропавловської фортеці.
Після смерті Павла I чернець Авель був засланий в Соловецький монастир, який йому було заборонено залишати. У монастирі чернець написав нову книгу, в якій передбачив спалення Москви французами. Після того, як прогноз збувся, Олександром I було велено звільнити Авеля. Влітку 1813 чернець побував у Петербурзі, згодом на Афоні, в Константинополі, Єрусалимі. Після мандрів Авель оселився в Троїце-Сергієвій Лаврі. 24 жовтня 1823 він поступає в Серпухівський Висоцький монастир. Побоюючись переслідувань, в червні 1826 року покинув його, був затриманий в Тульській губернії і ув'язнений за наказом імператора Миколи I в суздальський Спасо-Евфімьевскій монастир. Помер 29 листопада 1841, похований за вівтарем монастирської Микільської церкви.
У творах Авеля наводиться ряд інших пророкувань: повалення монархії в Росії, обидві світові війни, Громадянська війна в Росії.